# Union Valley
Union Valley är en ort i Hunt County i Texas. Vid 2010 års folkräkning hade Union Valley 307 invånare.